# Paracarinolidia glabra
Paracarinolidia glabra är en insektsart som beskrevs av Nielson 1989. Paracarinolidia glabra ingår i släktet Paracarinolidia och familjen dvärgstritar. Inga underarter finns listade i Catalogue of Life.